# Томас Ялмар Вестґор
Томас Ялмар Малоні Вестґор (10 жовтня 1995 , Leka Municipalityd, Нур-Тренделаг ) — норвезько-ірландський лижник, що в міжнародних змаганнях виступає за Ірландію.

## Життєпис
Томас Вестґор народився та виріс у Лека (Норвегія) в родині норвежця та ірландки. Має подвійне громадянство Ірландії та Норвегії. У змаганнях почав брати участь у Норвегії, коли йому було 16-17 років. Влітку 2016 року почав представляти Ірландію в Кубку світу. 2014 року розпочав процес зміни громадянства. У цьому йому допомагав голова Федерації лижного спорту Ірландії Рорі Морріш. На місцевих змаганнях у Норвегії він представляє клуб Steinkjer SK з міста Стейнх'єр. Дошлюбне прізвище матері Вестґора — Мелоні, тож Асоціація снігового спорту Ірландії називає його Томасом Мелоні Вестґором.
Вестґор живе в Мерокері (Норвегія) і тренується в колишнього чемпіона з лижних перегонів Фруде Естіля. Після вступу до збірної Ірландії Вестгор взяв участь у Кубку світу 2016-2017, дебютувавши за Ірландію 2 грудня 2016 року в Ліллегаммері (Норвегія), а далі виступив на наступних етапах Кубка світу в Естонії та Швеції.
Він став одним із п'яти представників Ірландії на Чемпіонаті світу 2017 у Лахті (Фінляндія). 23 лютого 2017 року в дебютному для себе на чемпіонаті спринті Вестгор посів 77-ме місце, а 25 лютого в перегонах переслідування на 30 км дістався фінішу останнім із учасників. 1 березня 2017 року він досяг свого найкращого результату в чемпіонаті - на дистанції 15 км класичним стилем посів 49-те місце.
Вестгорд представляв Ірландію на зимових Олімпійських іграх 2018 року.

### Результати за кар'єру
Усі результати наведено за даними Міжнародної федерації лижного спорту.

#### Олімпійські ігри
| Рік  | Вік | 15 км індивідуальні пер. | 30 км скіатлон | 50 км мас-старт | Спринт | 4 × 10 км естафета | Командна першість спринт |
| ---- | --- | ------------------------ | -------------- | --------------- | ------ | ------------------ | ------------------------ |
| 2018 | 22  | 63                       | 60             | DNS             | 62     | —                  | —                        |

#### Чемпіонати світу
| Рік  | Вік | 15 км індивідуальні пер. | 30 км скіатлон | 50 км мас-старт | Спринт | 4 × 10 км естафета | Командна першість спринт |
| ---- | --- | ------------------------ | -------------- | --------------- | ------ | ------------------ | ------------------------ |
| 2017 | 21  | 47                       | 60             | —               | 75     | —                  | —                        |
| 2019 | 23  | 35                       | 50             | 55              | 65     | —                  | 26                       |
| 2021 | 25  | 41                       | 32             | 25              | 44     | —                  | —                        |

#### Кубки світу
Підсумкові місця в Кубку світу за роками
| Сезон | Вік | Місце в дисципліні | Місце в дисципліні | Місце в дисципліні | Місце в дисципліні | Місце в Скі Тур | Місце в Скі Тур | Місце в Скі Тур | Місце в Скі Тур   |
| Сезон | Вік | Загалом            | Дистанція          | Спринт             | Ю-23               | Nordic Opening  | Тур де Скі      | Скі Тур 2020    | Фінал Кубка світу |
| ----- | --- | ------------------ | ------------------ | ------------------ | ------------------ | --------------- | --------------- | --------------- | ----------------- |
| 2017  | 21  | НК                 | НК                 | НК                 | НК                 | 76              | —               | Н/Д             | —                 |
| 2018  | 22  | НК                 | НК                 | НК                 | НК                 | —               | —               | Н/Д             | —                 |
| 2019  | 23  | 127                | 88                 | НК                 | Н/Д                | 77              | —               | Н/Д             | —                 |
| 2020  | 24  | 97                 | 62                 | НК                 | Н/Д                | —               | 48              | 44              | Н/Д               |
| 2021  | 25  | 73                 | 58                 | 90                 | Н/Д                | 61              | 38              | Н/Д             | Н/Д               |